# Mario Paredes Cueva
Mario Dionicio Paredes Cueva (Quiruvilca, 26 de abril de 1934 - Lima, 14 de julio de 1997) fue un agrario, empresario y político peruano. Fue congresista de la república por las filas del fujimorismo durante el periodo 1995-2000, ejerciendo el cargo desde el 27 de julio de 1995 hasta su fallecimiento el 14 de julio de 1997. Fue también miembro del Congreso Constituyente Democrático como militante del Frente Popular Agrícola del Perú en 1992 y como empresario fue fundador y propietario del Camal de Yebarteros, reconocido mercado de carnicería ubicado en la ciudad de Lima.

## Biografía
Mario Paredes nació en Quiruvilca, ciudad ubicada en la provincia de Santiago de Chuco del departamento de La Libertad en Perú, el 26 de abril de 1934. Fue hijo de Francisco Paredes Lara y de Encarnación Cueva Miranda.
Sus estudios de primaria y secundaria los desarrolló en el Colegio San Juan del departamento de La Libertad. Su educación superior la realizó en la Universidad Nacional de Trujillo, en la Facultad de Agro-industria.
Fue también empresario y ganadero, siendo director y gerente de la empresa cinematográfica SACIP. También fue propietario de la plaza de toros "Sol y Sombra", que estaba en la esquina noroeste de la manzana en la que está el Estadio Alejandro Villanueva, en el distrito de La Victoria; años después fue demolida y en su lugar se construyó un terminal terrestre.
Mario Paredes fue también fundador del Camal de Yebarteros, reconocido matadero ubicado en la Av. Nicolás Ayllón en la ciudad de Lima. Paredes fue presidente hasta su deceso en el año 1997, siendo luego el negocio manejado por su esposa, quien luego en 1998 fue asesinada junto con su hija menor por mandato de la hijastra María Luisa Paredes con la finalidad de obtener el manejo de las acciones del negocio. En la actualidad dicho negocio mantiene disputas familiares desde el deceso de Paredes.

## Trayectoria política
Mario Paredes incursiona en la actividad política cuando en los año 1986 y 1989 postuló sin éxito a la alcaldía del distrito de La Victoria. Postuló también como diputado en las elecciones del año 1990.

### Congresista
En el año 1992 se afilió al Frente Popular Agrícola del Perú (FREPAP), partido político de Ezequiel Ataucusi, y bajo el lema "El empresario que da fuerza" participó en las elecciones parlamentarias convocadas por el presidente Alberto Fujimori luego del autogolpe de estado del 5 de abril de ese mismo año. Finalmente Mario Paredes logra triunfar en la política al ser elegido como miembro del Congreso Constituyente Democrático, obteniendo 22,326 votos de preferencia y fue luego juramentado para completar el disuelto periodo parlamentario 1990-1995.
Durante su gestión fue miembro de las comisiones de Producción, Agraria, Presupuesto y Revisora de la Cuenta. Tras ser electo como congresista constituyente, Mario Paredes decidió alejarse del FREPAP para luego unirse a las filas del fujimorismo. Dicho acto fue cuestionado por los miembros de la oposición al régimen fujimorista, entre ellos su exlíder Ezequiel Ataucusi, quien lo calificó de traidor junto a Eusebio Vicuña, congresista del FREPAP, otro tránsfuga que también se pasó al oficialismo fujimorista.
Finalizando su gestión en el CCD, Mario Paredes decide ir a la reelección como congresista. Esta vez por las filas de Cambio 90 - Nueva Mayoría, alianza  oficialista de Alberto Fujimori con el que fue reelegido como presidente del Perú. Paredes fue también reelegido congresista con 11,036 votos y fue juramentado para el periodo 1995-2000. Sin embargo su cargo se vio interrumpido tras su deceso en julio de 1997, lo cual fue reemplazado por Luis Umezawa, accesitario de la lista de Cambio 90 - Nueva Mayoría.

## Fallecimiento
El 14 de julio de 1997, Mario Paredes falleció a los 63 años de edad en la ciudad de Lima. Tras su muerte, sus restos fueron homenajeados en el Congreso de la República presidido por Víctor Joy Way.